# Волокоптер
Волокоптер је ваздухопловно превозно средство са електричним погоном, врста хеликоптера-мултикоптера лагане конструкције, коју је развила немачка компанија е-Воло из Карлсруeа.

## Принцип рада
За контролу волокоптера, за разлику од конвенционалних хеликоптера, нису потребни механички уређаји као што су контролне плоче, подесиви нагиб пропелера репног ротора и кормило. Контрола висине, ротације и хоризонталног кретања је обезбеђен искључиво смањењем или повећањем обртаја мотора. Електронска контрола врши се уз помоћ џојстика. Положај и правац лета аутоматски подржава неколико независних и међусобно контролишућих рачунаре (бекап).

## ВЦ-1
Прва практична примена концепта је рализована прототипом модела ВЦ-1, на коме је изведен први комплетан лет хеликоптером на искључиво електрични погон у октобру 2011. године.

## ВК 200
Савезно министарство за економију и технологију Немачке одобрило је 2012. више од два милиона евра компанији е-Воло за развој новог модела ВЦ 200, који је опремљен са 18 индивидуалних мотора. У априлу 2014. године компанија је представила прототип на аеромитингу Аеро Фриедрихсафен.
Након изведених пробних летова, и тест програма, извршена је сертификација и започета масовна производња 2016. године.
Кључни карактеристике двоседишног волокоптера ВК 200 су:
- Брзина: 100 км/сат
- Остварив висина лета: око 1980 м
- Димензије: висина 2,20 м, рам са пречником од 9.80 м мотора.
- Тежина: 450 кг
- Трајање лета: око 1 сат[6]

Волокоптер ВК 200 је опремљен системом падобрана. Елементи конструкције и вијци су направљени од композитних материјала. Напајање мотора може бити искључиво литијумска батерија, или хибридни погонски систем са мотором са унутрашњим сагоревањем и електричним генератором. Шрафови су распоређена довољно далеко да смање штетне интеракције, који такође искључује могућност преклапања. Због брзине ротације на крајевима вијака лопатица тако да пружају малу буку у поређењу са конвенционалним хеликоптером. Мултицоптер поседује мали вибрацију у поређењу са конвенционалним хеликоптерима.
У случају смањења нивоа напуњености батерије испод одређеног прага или квара, волокомптер аутоматски пребацује погон на сопствени мотор са унутрашњим сагоревањем и аутоматски почиње да смањује висину, чак и ако пилот командује наставак лета, и убрзано чини меко приземљење
Уређај се одликује једноставним операцијама. За пилотску дозволу за класичне хеликоптере потребни су дуготрајни и скупи тренинзи, док је у случају волокоптера ВЦ 200 довољно само пет часова припреме. Постоји и систем стабилизације лета. За разлику од конвенционалних хеликоптера, губитак контроле над ВЦ 200 чини да се он једноставно лебди у месту док возач ме поврати контролу. Може да се растави у делове и монтира, тако да може да се чува и у конвенционалној гаражи.
17. новембар 2013, први беспилотни лет прототипа.
30. март 2016 Реализовано човеков први лет.

## Сфера примене
Волокоптер ВЦ 200 позициониран је као идеалан превоз за кретање у великом граду са широко разбацаним предграђима.